# Daniel Joseph de Cosnac
Pour les articles homonymes, voir Famille de Cosnac.
Daniel-Joseph  de Cosnac, né le 30 octobre 1700 et mort le 21 août 1741 à Vienne, est un prélat français du XVIIIe siècle. Fils de Jean de Cosnac, seigneur d'Espérac et de Marie Faulcon de la Jugie, il est un petit-neveu de l'archevêque d'Aix Daniel de Cosnac et neveu de Gabriel de Cosnac, comte-évêque de Die, son prédécesseur à ce poste auprès duquel il a passé une partie de son enfance.

## Biographie
Daniel Joseph de Cosnac est docteur en théologie de la faculté de Paris. Nommé prévôt de l'église d'Aix-en-Provence, doyen et vicaire général du diocèse, vice-chancelier et chancelier de l'université d'Aix par son grand-oncle, il reçoit de son oncle en 1719 l'abbaye de Saint-Jean d'Orbestier (à Château-d'Olonne, Vendée) puis celle de Silvacane en 1724. Lorsque le nouvel archevêque d'Aix Vintimille du Luc est nommé à Paris en 1729, il le suit et se fait nommer doyen de Saint-Germain-l'Auxerrois, vicaire général de Paris et maître de la chapelle du roi.
Il reçoit le 24 avril 1734 sa nomination à l'évêché de Die, sur résignation de son oncle, malade et, la même année, est également pourvu de l'abbaye de Saint-Benoît-sur-Loire. Sa nomination à Die est confirmée par bulles papales du 27 septembre 1734 et il est sacré à Paris le 24 octobre suivant. Il nomme trois jours plus tard son oncle vicaire général de Die. Son entrée solennelle dans sa ville a lieu le 1er janvier 1735, selon la tradition en vigueur depuis le XIIIe siècle : prestation de serment, à titre comtal, de respecter les libertés municipales devant les consuls à la porte Saint-Pierre (entrée ouest de la ville), serment en tant qu'évêque à la cathédrale devant les chanoines, au sein desquels sont oncle, en tant que chanoine honoraire.
Cosnac joue de son influence pour obtenir un accord sur un procès opposant, de 1735 à 1738, les Dominicains et la ville au sujet de l'approvisionnement d'une fontaine publique. Son action au sujet des tensions religieuses entre protestants et catholiques, sans qu'il s'oppose aux arrestations, mises aux galères et emprisonnements, le pousse plutôt vers l'éducation religieuse et la persuasion intellectuelle : il publie plusieurs catéchismes à l'usage des prêtres et religieux et tente d'améliorer la formation, l'éthique professionnelle et la morale de son clergé.
À la mort de son oncle en 1739, il s'occupe de sa pierre tombale en y faisant inscrire une épitaphe (la plaque a disparu lors de  l'installation d'un nouveau pavement dans le chœur de la cathédrale, au XIXe siècle). La même année, il obtient pour l'hôpital de Die la venue d'une équipe de religieuses du Saint-Sacrement (qui y resteront jusqu'à la Révolution), après avoir renforcé l'école confessionnelle de garçons.
Il prend part aux travaux de l'Assemblée du clergé de 1740 en soutenant, notamment, la fondation d'un séminaire à Grenoble et l'établissement d'un pouillé des bénéfices ecclésiastiques et d'une carte générale des églises, abbayes et prieurés de France.
Une maladie l'emporte le 21 août 1741 (à 41 ans), au cours d'un séjour à Vienne auprès du cardinal La Tour d'Auvergne. Sa succession sera l'objet de nombreux procès entre sa nièce, Marguerite-Louise de Cosnac, et son successeur Plan des Augiers, entre autres certains livres "hétérodoxes" de son imposante bibliothèque que l'évêque refusait de voir circuler au sein d'un pays protestant : certaines parties de ce procès étaient encore en cours en 1790, à la suppression de l'évêché.
Début septembre 1741, l'évêché de Die a été proposé au chanoine Jean-Baptiste Gauthier d'Auribeau, vicaire général d'Apt, mais celui-ci l'a décliné.